# حفاز فيليبس

بنية مقترحة لحفاز فيليبس.

حفاز فيليبس هو حفّاز غير متجانس معتمد على فلز الكروم، وهو يتألف من أكسيد الكروم الموجود على ركازة داعمة من هلام السيليكا.
يستخدم حفاز فيليبس بشكل واسع في إنتاج بولي الإيثيلين؛ وذلك بالإضافة إلى حفاز تسيغلر-ناتا (المعتمد على ركازة كلوريد التيتانيوم الثلاثي)، بالإضافة إلى الحفازات المعتمدة على الميتالوسينات.

## التحضير وآلية العمل
حضر هذا الحفاز لأول مرة سنة 1953 من روبرت بانكس وجون بول هوغن وسجلاه براءة اختراع لشركة فيليبس للنفط (Phillips Petroleum Company)؛
يحضر حفاز فيليبس من تشريب هلام السيليكا بمركب أكسيد الكروم السداسي أو مركبات الكروم المتعلقة. بعد ذلك يخضع إلى تكليس في الهواء ليستحصل على الحفاز الفعال. هناك جزء من الكروم هو فعال ضمن الحفاز، والذي يكون على هيئة إستر من الكرومات المرتبط مع هلام السيليكا. يعتقد أن آلية عمل حفاز فيليبس متعلقة بتشكل مركب كروم عضوي ضمن الحفاز.